# Passiflora sodiroi
Passiflora sodiroi je biljka iz porodice Passifloraceae. Ekvadorski je endem. Prema IUCN-ovom crvenom popisu razvrstana je u skupinu kojoj prijeti izumiranje, stupnja ugroženosti NT - vrsta blizu ugroženosti (IUCN 3.1).